# Jean Charles Léonard de Sismondi
Jean Charles Léonard de Sismondi, známý také jako Jean Charles Leonard Simonde de Sismondi (9. května 1773 Ženeva – 25. června 1842 Chêne-Bougeries), vlastním příjmením Simonde, byl švýcarský historik a politický ekonom, známý především svými pracemi o francouzských a italských dějinách a ekonomickými myšlenkami. Jeho kniha Nouveaux principes d'économie politique, ou de la richesse dans ses rapports avec la population (1819) představuje první liberální kritiku ekonomické zásady laissez-faire. Stal se jedním z průkopníků pojištění v nezaměstnanosti, nemocenských dávek, progresivní daně, regulace pracovní doby a důchodového systému. Jako první zavedl termín proletariát pro označení dělnické třídy vytvořené v kapitalismu. Ve svých pracích také předjímal koncept nadhodnoty. Mimo jiné kritizoval socialismus, čímž si vysloužil kritický komentář v Komunistickém manifestu.

## Dílo
- Tableau de l'agriculture toscane (1801)
- De la richesse commerciale (1803)
- Histoire des républiques italiennes du Moyen Âge (1807–18)
- De l'intérêt de la France à l'égard de la traite des nègres (1814)
- Nouvelles réflexions sur la traite des nègres (1814)
- Examen de la Constitution française (1815)
- Nouveaux principes d'économie politique, ou de la richesse dans ses rapports avec la population (1819)
- Histoire des Français (1821–1844)
- Les colonies des anciens comparées à celles des modernes (1837)
- Études de sciences sociales (1837)
- Études sur l'économie politique (1837)
- Précis de l'histoire des Français (1839)
- Fragments de son journal et correspondance (1857)